# Newa-Ring
Der Newa-Ring (russisch Невское кольцо, wiss. Transliteration Nevskoe kol'co) war eine Motorsport-Rennstrecke in Sankt Petersburg, Russland.

## Geschichte

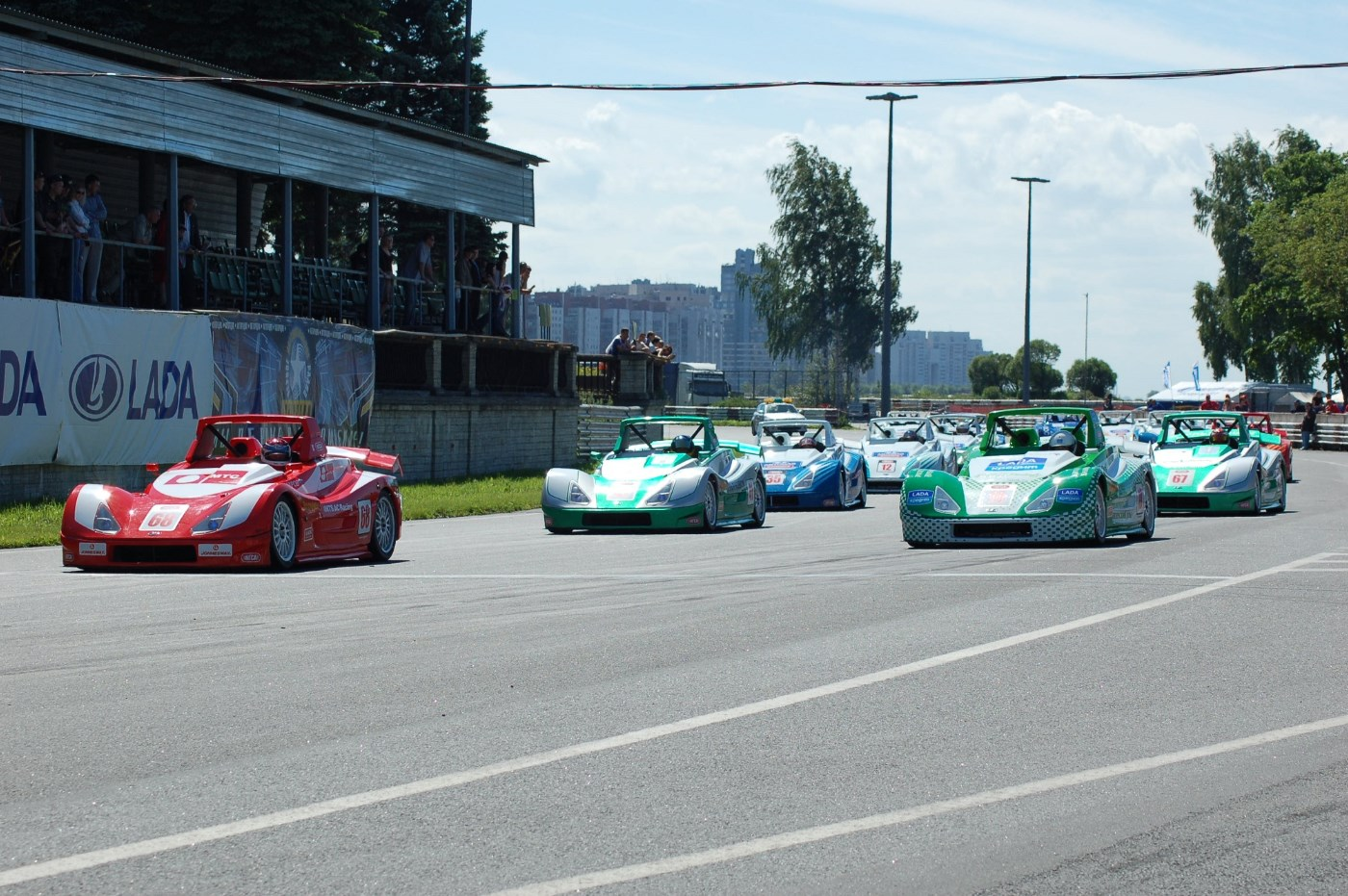
Rennen der Lada Revolution Serie auf dem Newa-Ring 2006

Der temporärere Stadtkurs mit sechs Kurven hatte ursprünglich eine Länge von rund 3300 Metern und verlief sichelförmig um das Kirow-Stadion auf einer Mündungsinsel der Newa an der Newabucht mitten im Stadtgebiet der Metropole. Die Strecke wurde gegen den Uhrzeigersinn befahren und galt als eine der ältesten Rennstrecken in Russland. Sie wurde 1956 mit einem Motorradrennen eröffnet. Ab 1958 wurden auf dem Ring auch Automobilrennen ausgetragen.
Zwischen 1977 und 1992 fanden keine Rennen auf dem Kurs statt. Nach dem Zerfall der Sowjetunion wurden die Rennen ab 1993 auf einer auf 2,6 km verkürzten und mit zwei Schikanen versehenen, neuen Variante wieder aufgenommen. Für Eisrennen im Winter gab es zudem eine weitere auf 1,1 km verkürzte Streckenvariante am Südende des Kurses.
1999 fand der vierte Lauf zur Russischen Formel-3-Meisterschaft auf dem Ring statt. Das Rennen gewann der Italiener Fabio Babini mit einem Dallara F3-99. Ab 2004 wurden Wettbewerbe zur Russian Touring Car Championship ausgetragen. Im Jahr 2006 wurde die Rennstrecke bedingt durch Abriss und Neubau des Stadions aufgegeben. Lokale Rennveranstaltungen finden seit 2010 auf dem neu eröffneten Autodrom Sankt Petersburg statt.